# Дубовий Лог (Борисовський район, Веселівська сільська рада)
Дубовий Лог (біл. вёска Дубовы Лог) — село в складі Борисовського району Мінської області, Білорусь. Село підпорядковане Веселівській сільській раді, розташоване в північно-східній частині області.